# Bryan Griffin
Bryan Michael Griffin (Pomona (Nueva York), 30 de abril de 1998) es un baloncestista estadounidense que pertenece a la plantilla de Yalovaspor BK de la BSL turca. Con 2,03 metros de estatura, juega en la posición de ala-pívot.

## Trayectoria deportiva
Es un jugador natural de Pomona (Nueva York), formado en Mercy College Athletics durante tres temporadas desde 2017 a 2020, antes de ingresar en la Universidad Xavier, situada en Cincinnati, Ohio, donde jugó durante la temporada 2020-21 en los Xavier Musketeers de la NCAA.
Tras no ser elegido en el Draft de la NBA de 2021, en la temporada 2021-22 firmó por el Salon Vilpas de la Korisliiga finlandesa, en el que promedió 15.7 puntos, 7.6 rebotes y 1.4 robos por partido.
En la temporada 2020-21, Stockard firmó por el Wiha Panthers Schwenningen de la ProA, la segunda división del país germano, en el que promedió 18.11 puntos en 19 encuentros.
El 27 de mayo de 2022, firma por el MLP Academics Heidelberg de la Basketball Bundesliga.